# Protartessus wallacei
Protartessus wallacei är en insektsart som beskrevs av Evans 1981. Protartessus wallacei ingår i släktet Protartessus och familjen dvärgstritar. Inga underarter finns listade i Catalogue of Life.